# Covington Scott Littleton
Covington Scott Littleton (Los Angeles, 1º luglio 1933 – Pasadena, 25 novembre 2010) è stato un antropologo statunitense.

## Biografia
Nato a Los Angeles, servì l'Esercito degli Stati Uniti d'America durante la guerra di Corea.
All'Università della California, Los Angeles ottenne il Bachelor of Arts nel 1957, il Master of Arts nel 1962 e il dottorato di ricerca nel 1965.
All'Occidental College, dal 1962 al 2002, le sue principali aree di ricerca furono la mitologia e il folclore indoeuropei, re Artù e il graal e la cultura giapponese, con particolare enfasi sullo shintoismo. Negli ultimi anni condusse ricerche sull'occulto e gli UFO.
Morì nel 2010 a Pasadena, in California, a causa della polmonite e di complicazioni dovute ad un intervento chirurgico al cuore.